# Haldensee
De Haldensee is een klein meer gelegen op 1224 meter hoogte in het Tannheimer Tal in het Oostenrijkse Tirol. Het meer ligt bij het dorp Grän. Aan de oever van het meer ligt het gelijknamige dorp Haldensee, dat bij de gemeente Grän hoort. De Nesselwängler Ache zorgt voor toevoer van water naar het meer. Het water uit het meer wordt afgevoerd door de Berger Ache, een zijriviertje van de Vils.
Het meer is een belangrijke recreatieplek in de omgeving. Aan de oever van het meer zijn onder andere een hotel en een camping te vinden.